# タンパク質-リガンドドッキング
タンパク質-リガンドドッキング（タンパクしつ-リガンドドッキング、英: Protein-ligand docking）は、分子モデリング技術である。タンパク質-リガンドドッキングの目的は、リガンド（低分子）がタンパク質受容体や酵素に結合したときの位置や配向を予測することである。製薬研究では、様々な目的のためにドッキング技術を採用していて、特に薬剤候補を選択するために、利用可能な化学物質の大規模データベースのバーチャルスクリーニングで顕著である。 
タンパク質と相互作用する低分子またはペプチドの部位、形状、エネルギーを計算するいくつかのタンパク質-リガンド・ドッキング・ソフトウェア・アプリケーションが利用可能である (AutoDock、AutoDock Vina、rDock、FlexAID、Molecular Operating Environment、Glideなど)。 

## タンパク質の柔軟性
計算能力は過去10年間で飛躍的に向上し、コンピュータ支援の薬物設計において、より洗練された計算集約的な手法を使用できるようになった。ただし、ドッキング方法論における受容体の柔軟性への対応はまだ厄介な問題である。この困難さの背後にある主な理由は、この種の計算で考慮しなければならない多数の自由度である。しかし、ほとんどの場合は、それを無視すると、実世界の設定での結合ポーズ予測の点で乏しいドッキング結果につながる。この問題を克服するために粗視化タンパク質モデルを使用することは、有望なアプローチであると考えられる。粗視化モデルは、タンパク質受容体の大規模なコンフォメーション遷移を繁盛に行うため、タンパク質-ペプチドドッキングの場合によく実装されている。  